# هارفي (لاعب كرة قدم)
هارفي (بالإنجليزية: Harvey)‏ هو None بريطاني في مركز الدفاع، ولد في 1 مايو 1979 في بليموث في المملكة المتحدة. لعب مع نادي ألدرشوت تاون.

## وصلات خارجية
- هارفي (لاعب كرة قدم) على موقع IMDb (الإنجليزية)
- هارفي (لاعب كرة قدم) على موقع ميوزك برينز (الإنجليزية)
- هارفي (لاعب كرة قدم) على موقع ديسكوغز (الإنجليزية)
- هارفي (لاعب كرة قدم) على موقع قاعدة بيانات الفيلم (الإنجليزية)
- هارفي (لاعب كرة قدم) على موقع كينوبويسك (الروسية)